# Санта-Клаус

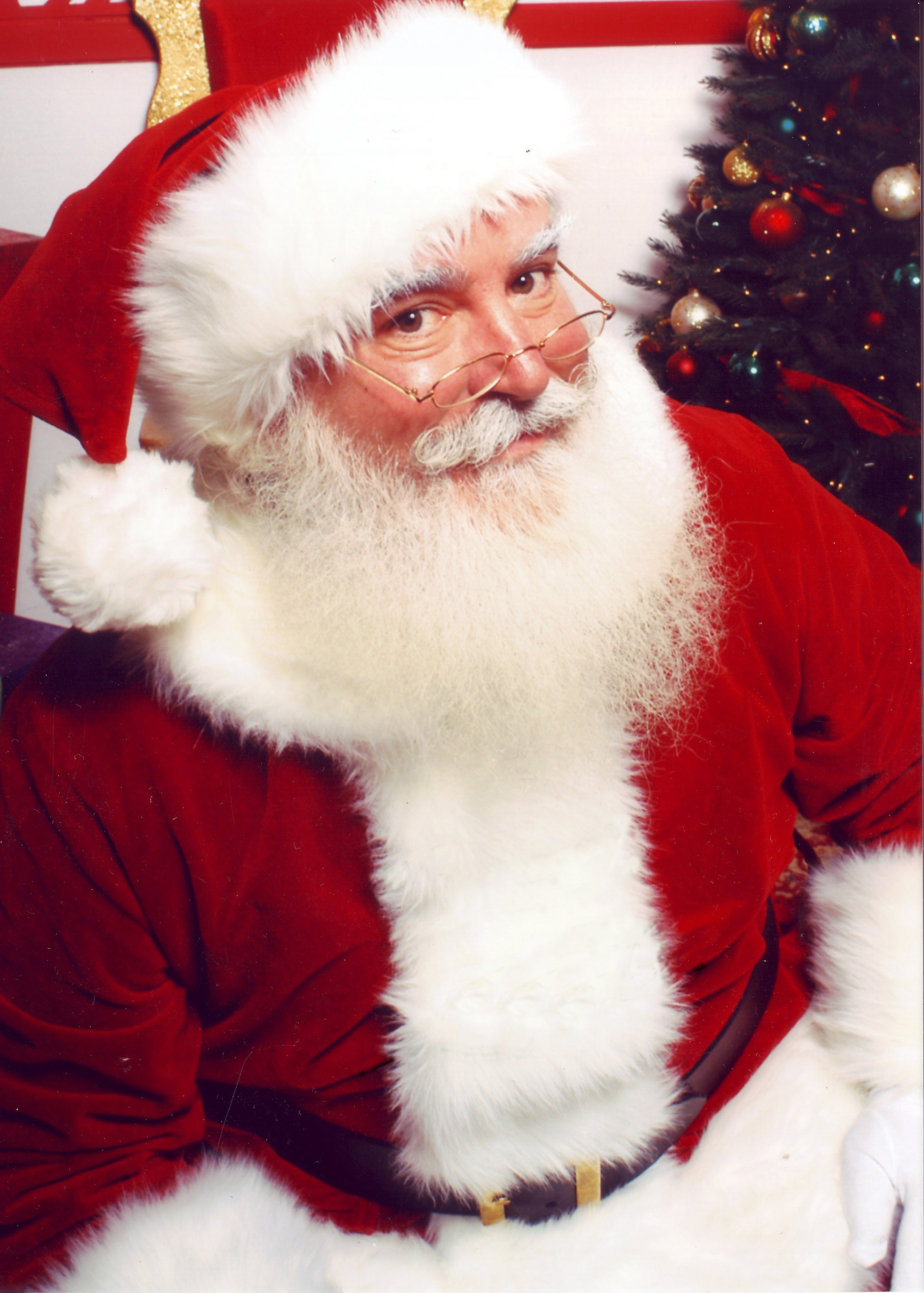
Джонатан Міт в образі Санта-Клауса, 2010 рік

Са́нта-Кла́ус, також відомий як Святи́й Микола́й, Ба́тько Різдва́ або просто Са́нта — різдвяний персонаж, що походить із західнохристиянської культури.
За легендою, на Святвечір Санта-Клаус приносить вихованим дітям іграшки та цукерки, а неслухняним — вуглики, або й зовсім нічого. Досягає він цього за допомогою різдвяних ельфів, які виготовляють іграшки в його майстерні на Північному полюсі, і літаючих північних оленів, які тягнуть його сани по повітрю.
Сучасний образ Санта-Клауса засновано на традиціях навколо історичного Миколая Чудотворця, англійського Батька Різдва та нідерландського Сінтерклааса.

## Образ Санта-Клауса
Сучасного Санту придумав у 1823 році Клемент Кларк Мур. Власне Мур у поемі «A Visit From Saint Nicholas», більше відомій як «The Night Before Christmas» (Ніч перед Різдвом), першим зобразив Санта-Клауса як життєрадісного немолодого ельфа. Поет також запряг у сани Санта-Клауса північних оленів.
Теперішній Санта-Клаус — це веселий дідусь із білою бородою та в червоному тулупі з червоним капелюхом. Він літає у повітрі на казкових оленях та влазить через димарі до будинків, аби дарувати дітям і дорослим подарунки. Теперішнім образом Санти послужив рекламний персонаж компанії Кока-Кола, який так сподобався дітям своїм виглядом, що саме він став основою для створення всесвітньовідомого Санта-Клауса.
У Радянському Союзі з'являється образ Діда Мороза, що був «запозичений» із-за кордону через свою шалену популярність у дітей. У радянські часи образом Діда Мороза керівники компартії намагались стерти образ християнського Святого Миколая.

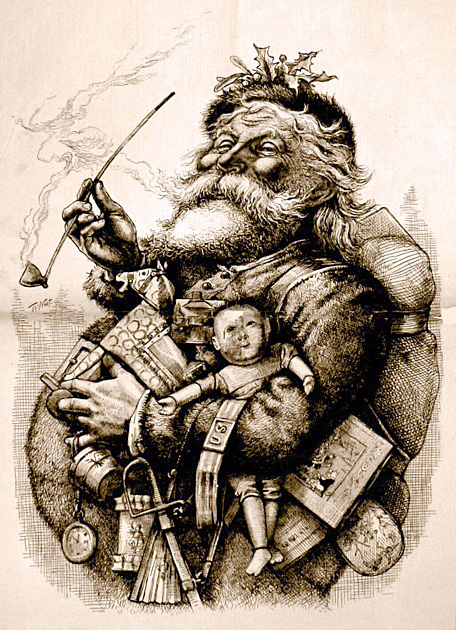
Ілюстрація Томаса Наста, який з Клементом Кларком допомагав створювати сучасний образ Санта-Клауса (1881).

## Олені Санта-Клауса

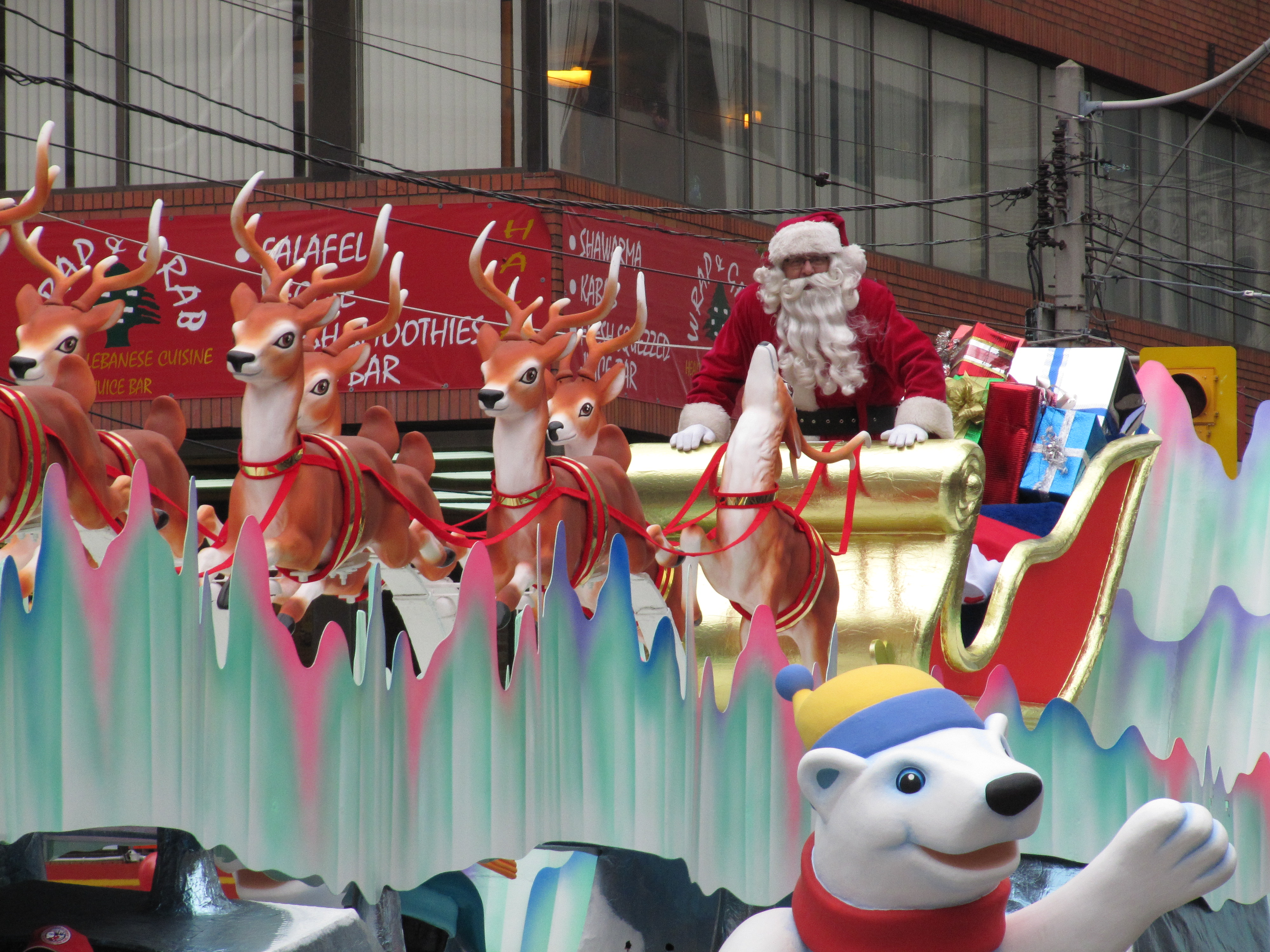
Санта-Клаус з оленями

Заведено вважати, що пересувається Санта-Клаус на санях, запряжених оленями:
1. Дешер («Стрімкий»),
2. Денсер («Танцюрист»),
3. Пренсер («Гарцюючий»),
4. Віксен («Злісний»),
5. Комет («Комета»),
6. Кюпід («Купідон»),
7. Доннер (від нім. Та голланд. «Грім») і
8. Блітсен (від гол. «Блискавка»).
9. Рудольф — олень з червоним носом — додано пізніше (у 1939 р.)

## Кампанія проти Санта-Клауса
У XVI ст. Лютеранська реформація скасувала шанування святих, у тому числі й день пам'яті Святого Миколая. Особливо люто спогади про нього викорінювали в Нідерландах, де у присутності дітей урочисто спалювали образ святого на багаттях. У день пам'яті св. Миколая заборонено було випікати пряники й робити подарунки дітям. Протестанти оголосили святителеві справжню війну. Але святий і його свято були настільки популярні, що завдання примусити забути його було неможливим. Люди стали шанувати його таємно. У Голландії ім'я святого — Saint Nicholas стали вимовляти як Sinter Klaas.
Побачивши, що заборонні заходи не приносять бажаного результату, протестанти вирішили перенести дарування подарунків дітям на Різдво, але при цьому ім'я святителя прагнули викреслити з пам'яті. Збереглося письмове напучення одного з протестантських пасторів XVII ст., що докоряє батькам, які дарують на Різдво подарунки своїм дітям від імені Святого Миколая: «Ви акцентуєте увагу дітей на імені святого, тоді як ми знаємо, що не св. Миколай, а Немовля Христос подає нам все благе для душі й тіла, і Він один, до кого ми повинні звертатися».
З американським Сантою ведеться боротьба в Росії, розпочата ще радянською владою у 1940-х роках.
На рубежі XX—XXI ст. спочатку в Німеччини, Австрії і Швейцарії, а потім у Східній Європі розгорнулася кампанія, що закликає ігнорувати Санта-Клауса як втілення комерціалізації щодо релігійної події. У грудні 2002 р. видавництво «Daily Telegraph» писало, що в Словаччині й Чехії Католицька Церква видала офіційні рескрипти із закликом «заборонити» Санта-Клауса. Натомість у Чехії й Словаччині подарунки на Різдво приносить Єжішек (новонароджений Ісусик). Не «можна допустити, щоб ця особа замінила собою Ісуса», — заявила словацькій газеті «Pravda» Маріан Ґавенда, оголосивши точку зору вказаної церкви. «Санта-Клаус є комерціалізацією Різдва. Церква зовсім не проти того, щоб люди купували подарунки як такі, але подарунок не повинен підмінити собою нашу любов один до одного, і саме любов — суть цього святкування. Давайте не допустимо, щоб у нас вкрали Христа». У німецькомовних країнах друкувалися наклейки «Зона, вільна від Санта-Клауса», а на вулицях роздавали брошури, які по-протестантськи нагадували, що традиційний розносник подарунків — Christkind, Немовля Христос, а зовсім не білобородий, у червоному каптані іммігрант з Америки.

## Цікаві факти
- Щороку у грудні напередодні Різдва Санта-Клауса можна відстежити в реальному часі за допомогою розважальної програми Google Santa Tracker[7]. Вперше програма була запущена в 2004 році компанією Google, Inc. по натхненню NORAD Tracks Santa, який працює з 1955 року.
- В 2024 році Об’єднане командування повітряно-космічної оборони Північної Америки (NORAD) запустило спеціальний онлайн-монітор, на якому видно місце перебування Санти в режимі реального часу[8][9].
- У 2020 році вперше в історії Санта-Клаус одержав комерційну ліцензію на доставку вантажів на міжнародну космічну станцію (МКС). Ліцензію видало Федеральне управління цивільної авіації США (FAA)[10].